# Dasypus kappleri
El armadillo de nariz grande (Dasypus kappleri) es una especie de mamífero cingulado de la familia Dasypodidae (armadillos) que habita en Sudamérica. Habita en Colombia, Venezuela, Ecuador, Guyana, Surinam, la Guayana francesa, Perú, Bolivia y Brasil. Es un animal solitario y nocturno, por lo general vive en cercanías de arroyos y pantanos. Se alimenta de artrópodos y otros invertebrados. 
El Armadillo narizón grande posee espuelas en sus patas traseras que le permiten gatear sobre sus rodillas dentro de túneles estrechos. Al ser amenazados pueden liberar un olor desagradable. 

## Subespecies
- Dasypus kappleri kappleri Krauss, 1862
- Dasypus kappleri pastasae Thomas, 1901